# Mark Ireland
Pas d'image ? Cliquez ici

a Compétitions nationales et continentales officielles uniquement.

Mark Andrew Ireland, né le 22 novembre 1982 à Reading, est un joueur anglais de rugby à XV qui évolue au poste de centre.

## Biographie
Mark Ireland, né dans la banlieue de Londres, choisit de jouer au rugby à XV aux dépens du football à l’âge de 15 ans. Il étudie au sein de la Royal Grammar School de High Wycombe (en) et de l'université Brunel, et joue dans sa jeunesse dans les clubs de la couronne londonienne de Newbury, des Wasps, du Harlequin FC, avant de signer avec les London Irish, club de sa ville natale, avec qui il joue son premier match professionnel.
Après plusieurs années avec le club de Reading, il est dans un premier temps prêté au club des Cornish Pirates en décembre 2007, en 2e division,, avant de signer un contrat définitif avec ce dernier club. Après deux ans et demi dans leur effectif, il les quitte pour rejoindre la France et la Fédérale 1 et signer avec l'Union sportive montalbanaise. Après une saison, il est recruté par l’Union sportive dacquoise en 2011, prolongeant après une année pour une saison supplémentaire. Il rejoint à l'intersaison 2013 le Rugby Club bassin d'Arcachon en Fédérale 2 avant de prendre sa retraite sportive en 2014.